# Zdeněk Košta
Zdeněk Košta (nascido em 30 de maio de 1923) é um ex-ciclista olímpico tchecoslovaco. Representou sua nação nos Jogos Olímpicos de Verão de 1952 na prova de velocidade.